# Populus nigra
Il pioppo nero (Populus nigra L., 1753) è un albero della famiglia Salicaceae, originario dell'Europa centro-meridionale, del Nord Africa e delle regioni asiatiche occidentali.

## Descrizione
Può raggiungere e talvolta superare l'altezza di 25–30 m. 
Il tronco si presenta dritto e spesso nodoso, la corteccia è molto scura.
È una pianta a foglia caduca, di tipo semplice, bifacciale, con inserzione alterna. Le foglie si inseriscono tramite un picciolo lungo 3–7 cm. La lamina fogliare è ovato-triangolare con nervatura di tipo penninervio e lunga fino a 8–10 cm. L'apice fogliare è molto appuntito, mentre il margine è seghettato.

## Varietà
Sono state sviluppate diverse cultivar di questa specie arborea. 
La varietà Populus nigra var. italica, caratteristica per la chioma alta e stretta, selezionata in Lombardia nel XVII secolo, è nota comunemente come "pioppo cipressino" o "pioppo lombardo".
La varietà Populus nigra var. plantierensis è molto simile al pioppo lombardo ma ha una chioma più folta e leggermente più allargata.